# مقاطعة بريشا

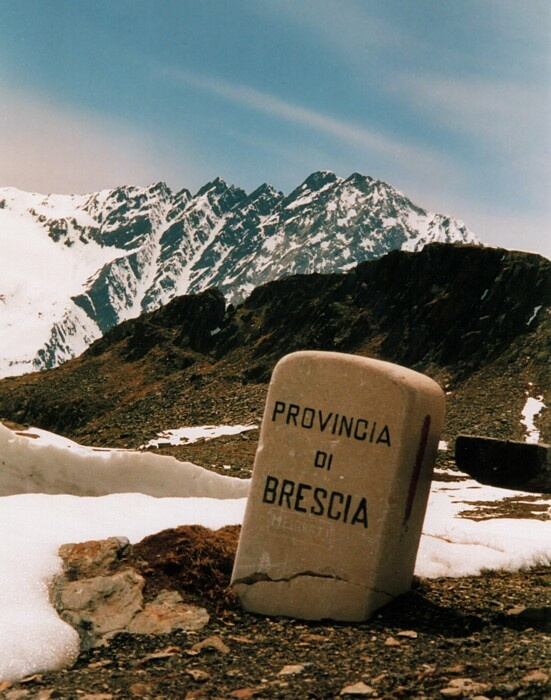
علامة تبينة بداية مقاطعة بريشا

مقاطعة بَريشة أو بَريشَا أو (نقحرة: بْرِيشـّا) (بالإيطالية: Provincia di Brescia)‏، مقاطعة في إقليم لومبارديا بشمال إيطاليا وأكبر مقاطعاتها مساحة، عاصمتها مدينة بريشا، سكانها 1.169.259 نسمة، ومساحتها 4.784 كيلومتر مربع، تتكون من 206 مدينة وبلدة حدها من الشمال والشمال الغربي مقاطعة سُندِرية، ومن الغرب مقاطعة بيرغامو، ومن الجنوب الغربي مقاطعة كرِمونة، وجنوبا مقاطعة منتوة، وشرقا إقليم فينيتو عند مقاطعة فيرونا وإقليم ترينتينو ألتو أديجي عند مقاطعة ترينتو.
بها ثلاثة بحيرات وثلاثة أنهار وسهول وتلال وجبال ولاينقصها إلا البحر.

## معرض صور

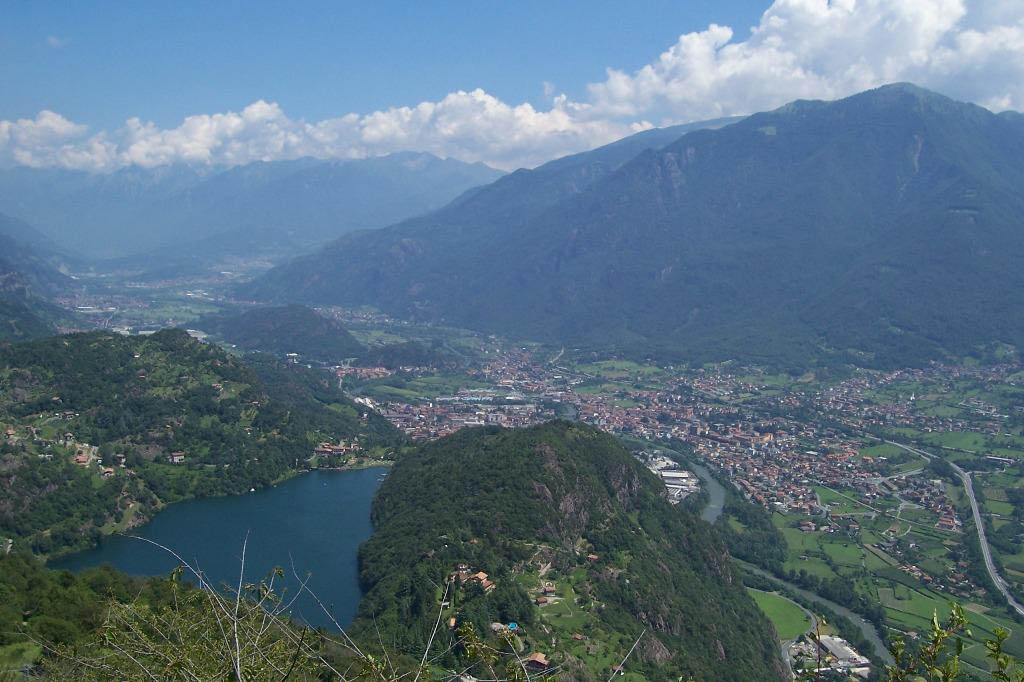
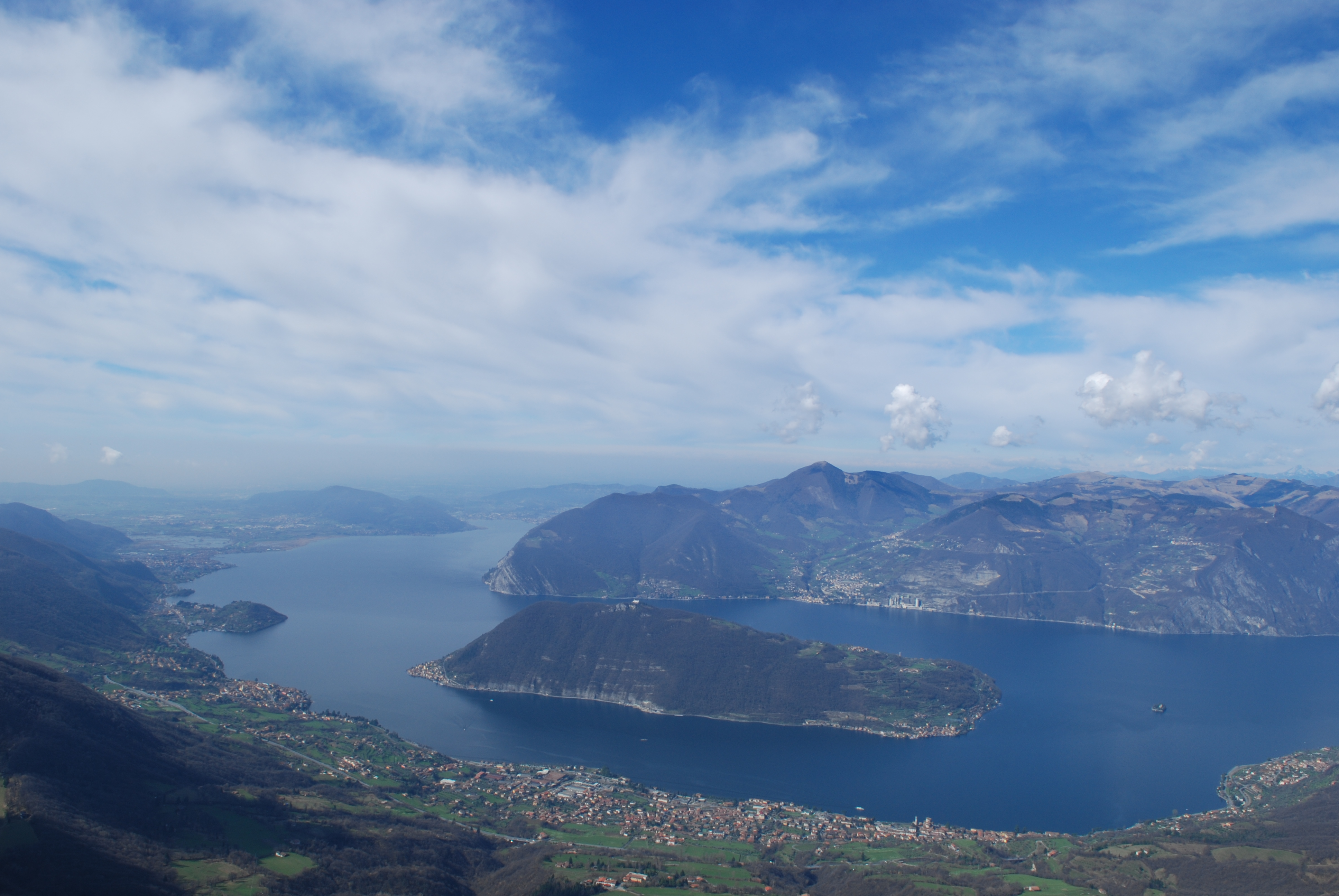
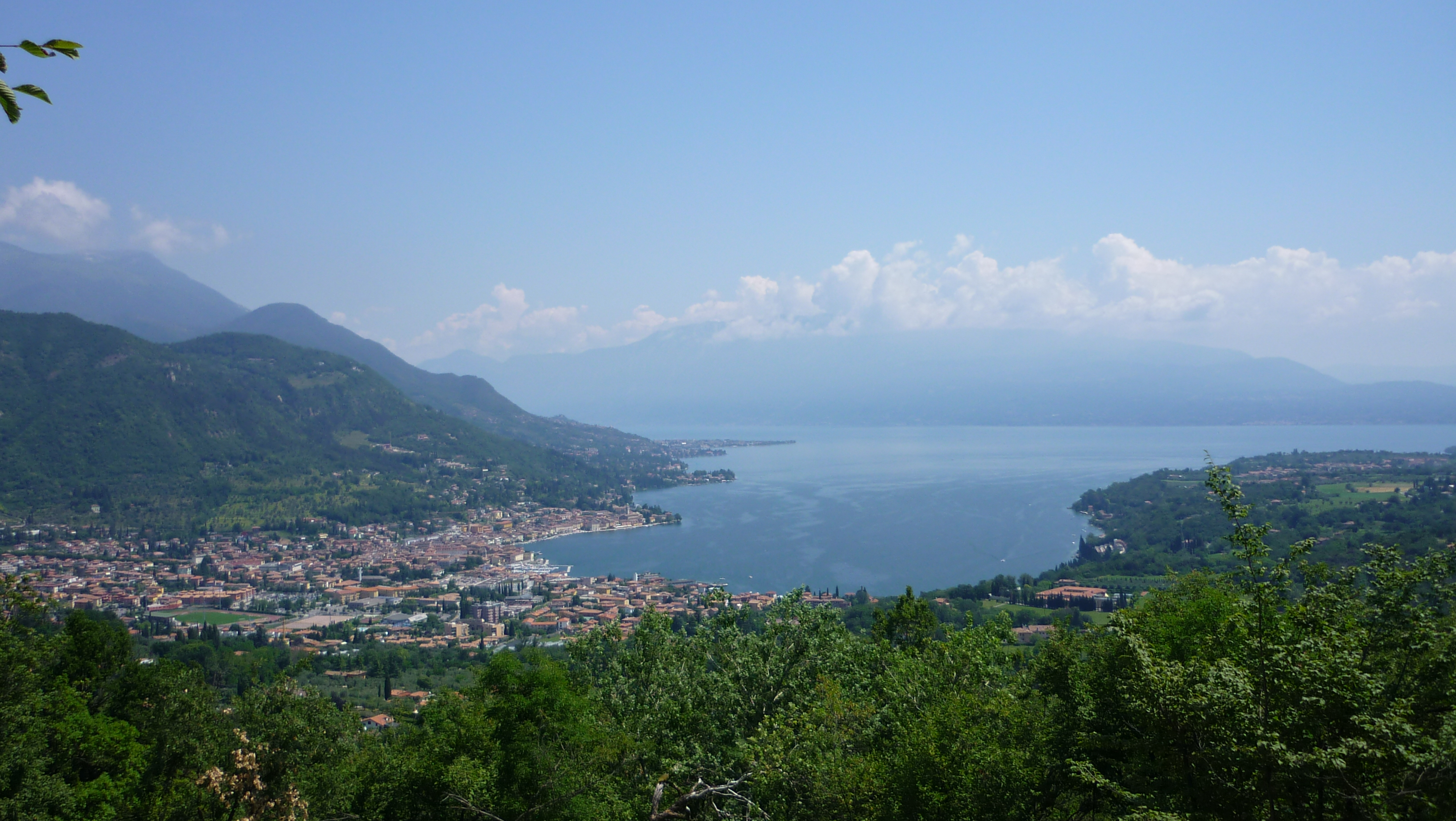
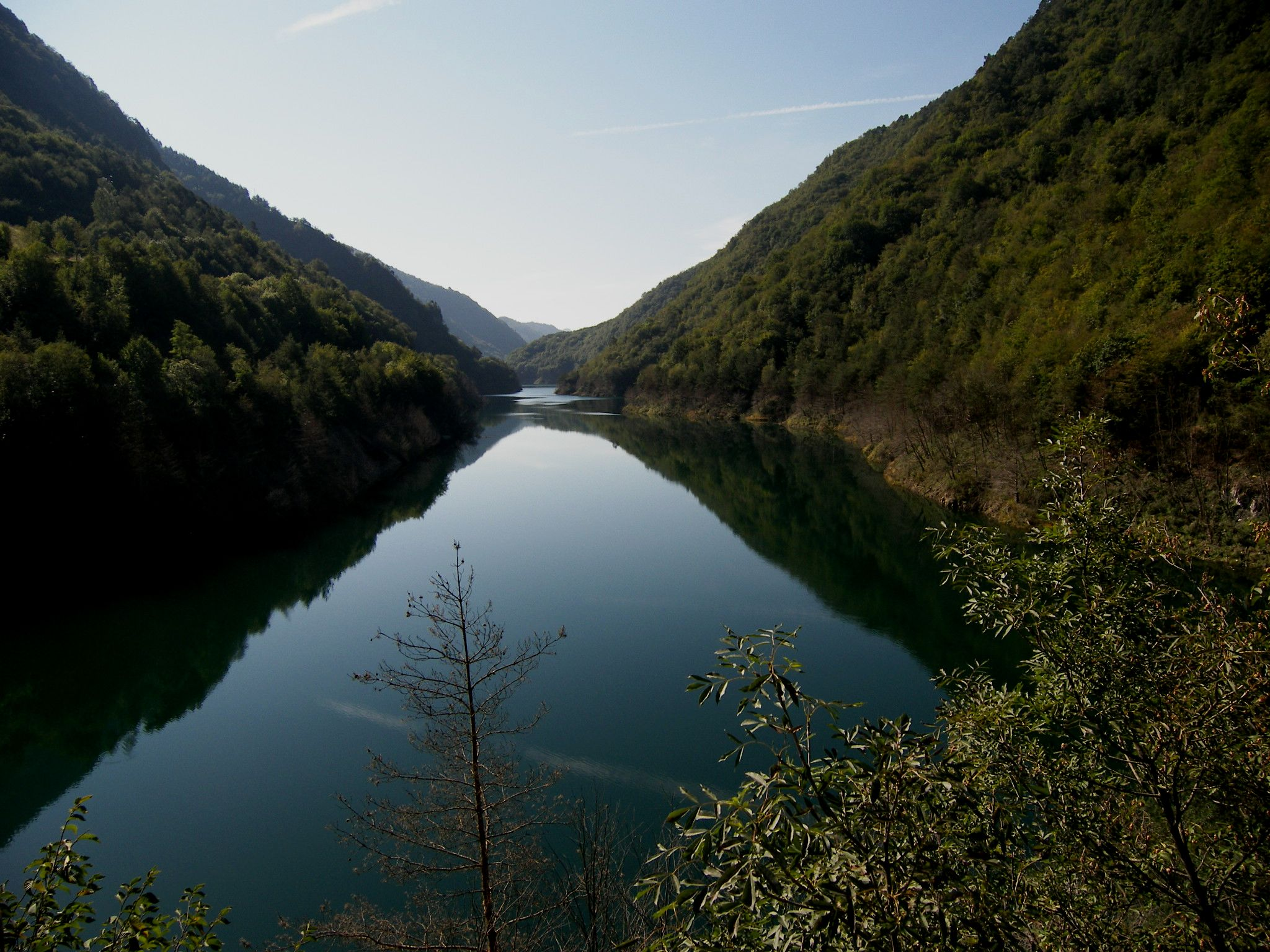
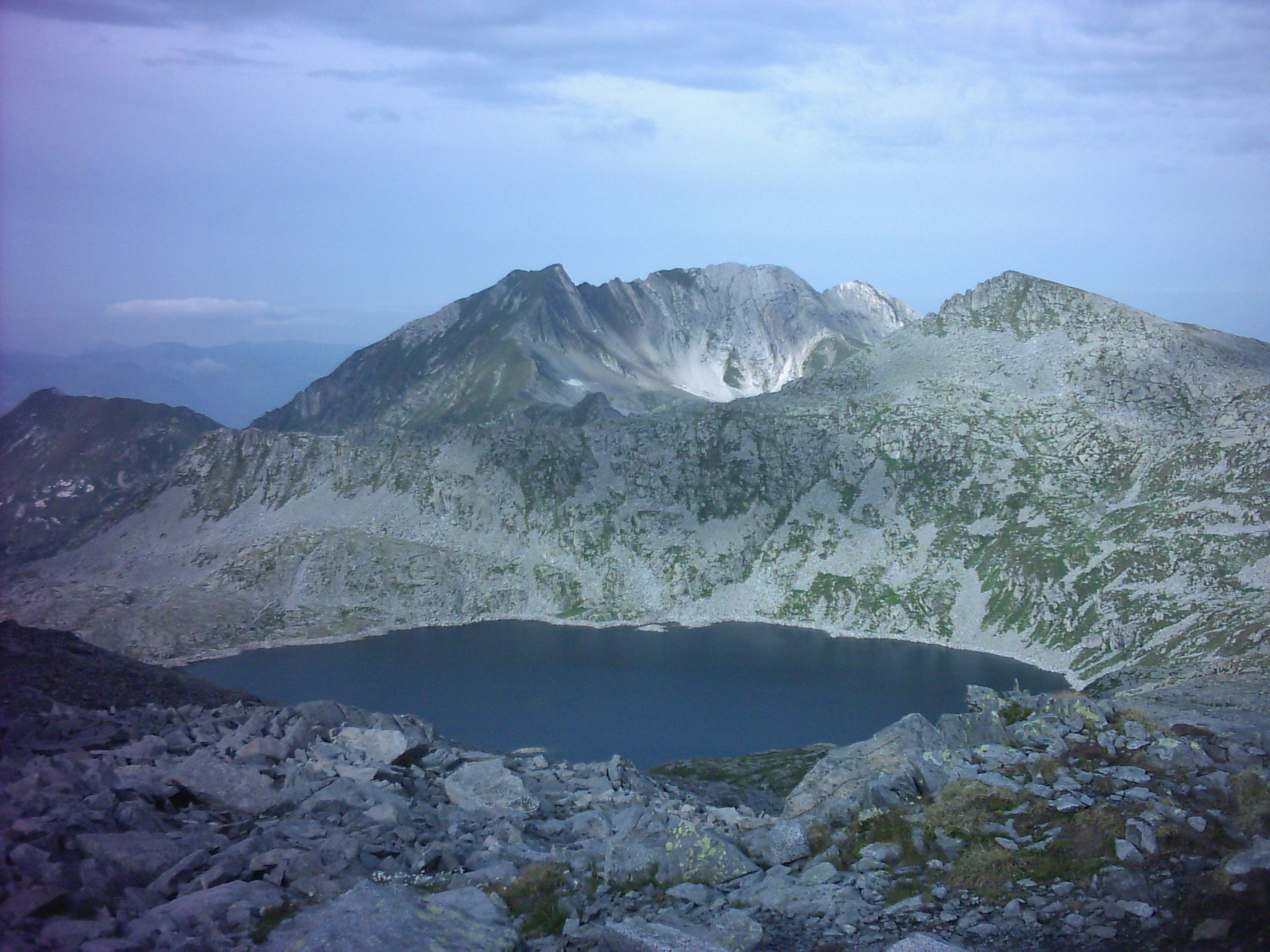
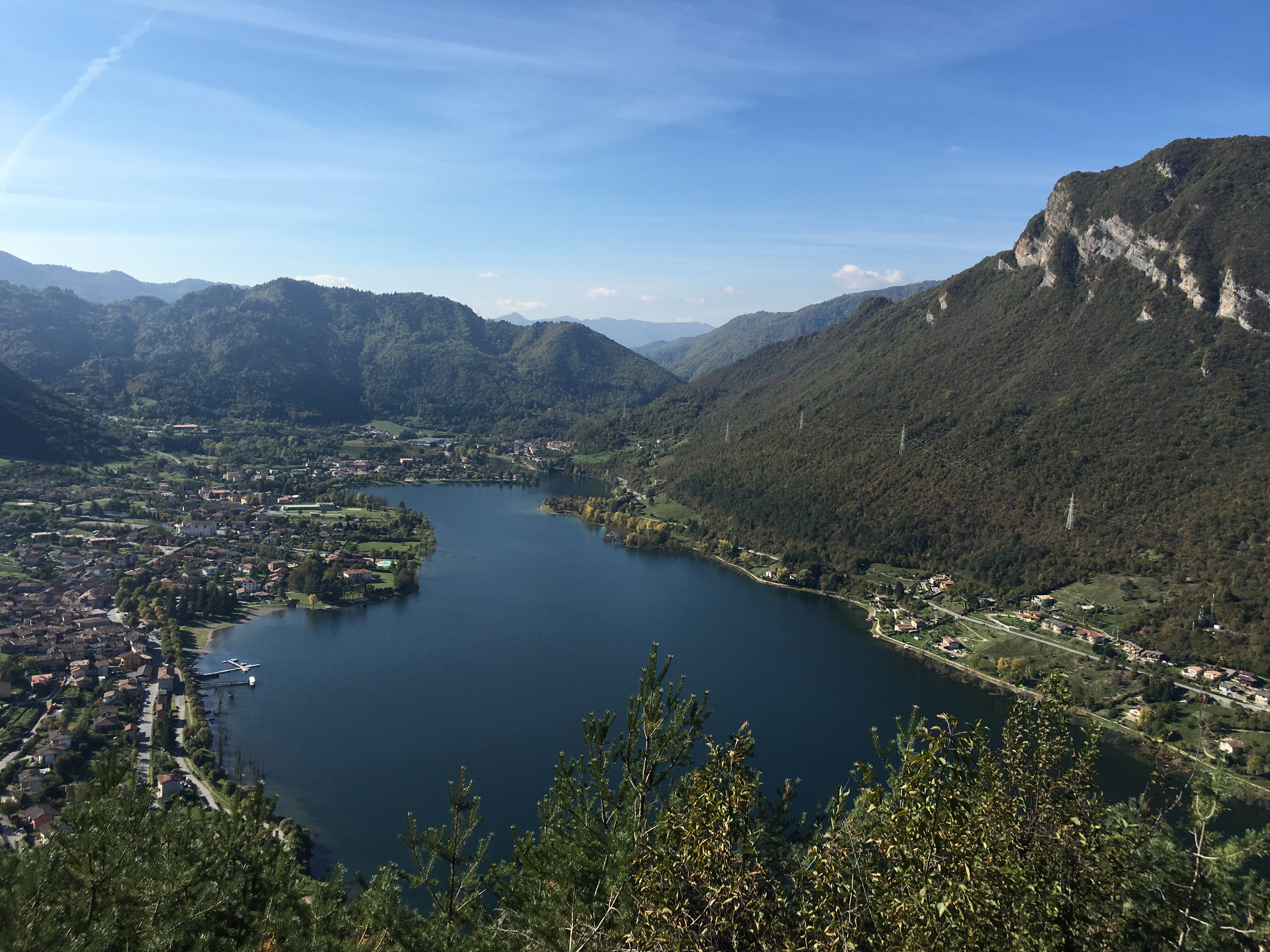